# Polypodium font-queri
Polypodium font-queri är en stensöteväxtart som beskrevs av Werner Hugo Paul Rothmaler. Polypodium font-queri ingår i släktet Polypodium och familjen Polypodiaceae. Inga underarter finns listade.